# Vlag van Hannuit
De vlag van Hannuit is op onbekende datum bij raadsbesluit vastgesteld als de vlag van de Luikse gemeente Hannuit. De vlag kan als volgt worden beschreven:
Twee even lange banen van rood en van groen, met 18 gele sterren gerangschikt in een ellips in het midden van de vlag.
Rood en groen zijn de traditionele kleuren van Hannuit. 12 van de 18 sterren herinneren aan de Europese roeping van Hannuit, terwijl de overige zes herinneren aan de zes gemeenten die in 1976 met Hannuit zijn gefuseerd. Dit is de officiële interpretatie, maar de 18 sterren kunnen ook staan voor Hannuit en de 17 dorpen die de gemeente vormen.
De Raad van Heraldiek en Vexillologie (Frans: Conseil d’héraldique et de vexillologie) stelde een vlag met twee even lange banen van groen en van rood met in het midden het silhouet van een gele donjon omringd door 18 in een zeshoek omsingelde sterren. De gemeente verwisselde de verticale strepen, liet de donjon vallen en veranderde de zeshoek in een ellips.

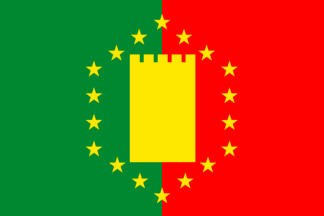
Vlagontwerp van de Raad van Heraldiek en Vexillologie